# 排卵誘発剤
排卵誘発剤（はいらんゆうはつざい）とは、hMG製剤、FSH製剤など生殖内分泌医療に使われる薬剤の総称である。

## 種類
内服する形態としては、クエン酸クロミフェン、注射としてこれまでは、人尿より回収し精製したhMG製剤・FSH製剤等が主に使われていたが、近年遺伝子組み換え技術により合成された組み替え型FSH製剤も利用されている。

## 適応
排卵障害、または人工授精や体外受精などで過排卵誘発が必要な場合に主に使われる。FSH製剤は乏精子症による男性不妊の治療にも用いられる。

## 副作用
多胎：過排卵周期においては多胎妊娠に注意する必要がある。排卵数をコントロールする為のstep down法やstep up法などの投与方法がある。
卵巣過剰刺激症候群（OHSS:Ovarian Hyper Stimulation Syndrome）：過排卵した場合、VEGFなどの成長因子の産生促進の影響で血管透過性が亢進し、腹水貯留や胸水貯留を引き起こし、またそれによる循環不全や血栓症により極めて重篤な状態になるため、排卵後の経過観察が重要である。